# Ulica Młyńska w Katowicach

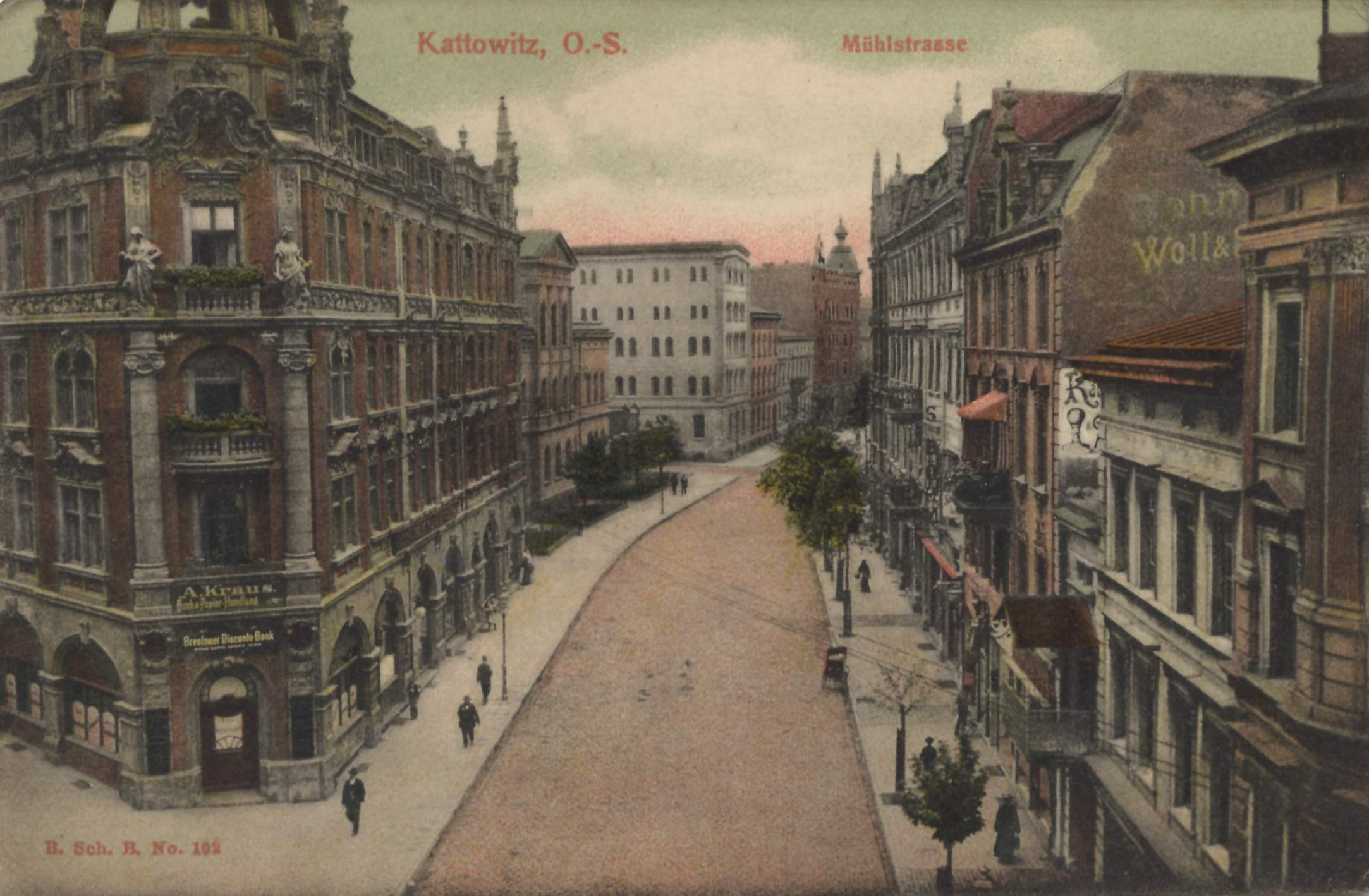
Mühlstraße na pocztówce z początku XX wieku; w głębi (po lewej) budynki młynów

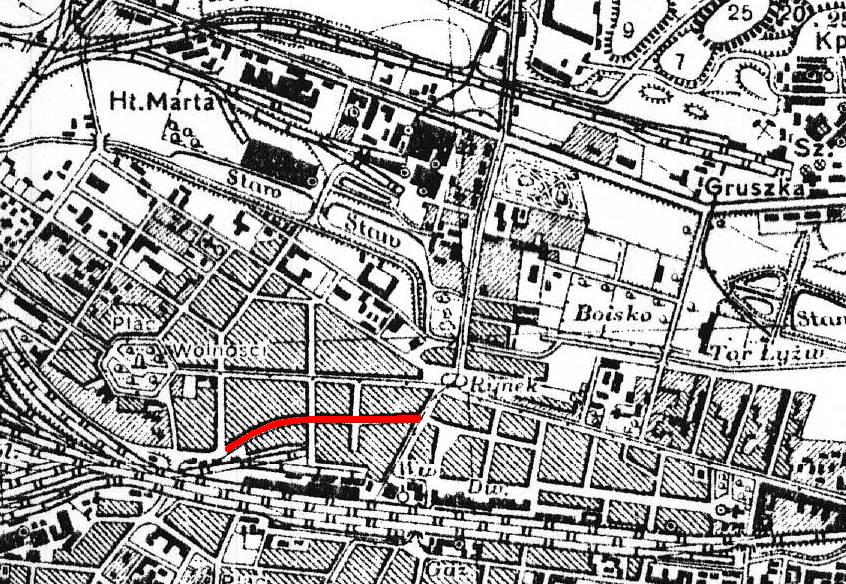
ulica Młyńska na mapie z 1933 (zaznaczona czerwoną linią)

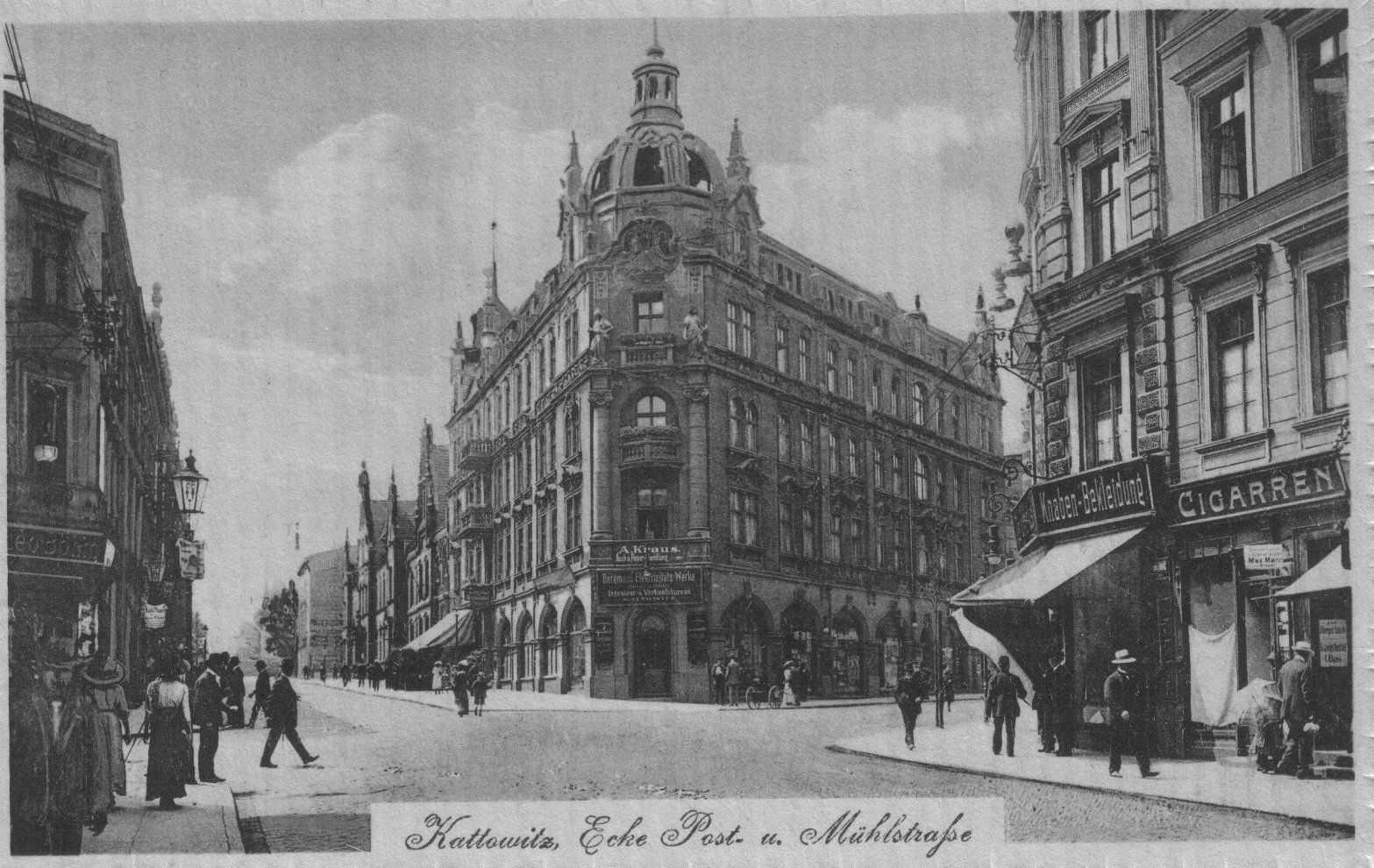
kamienica przy Rynku (róg ulic Młyńskiej 2 i Pocztowej 5)

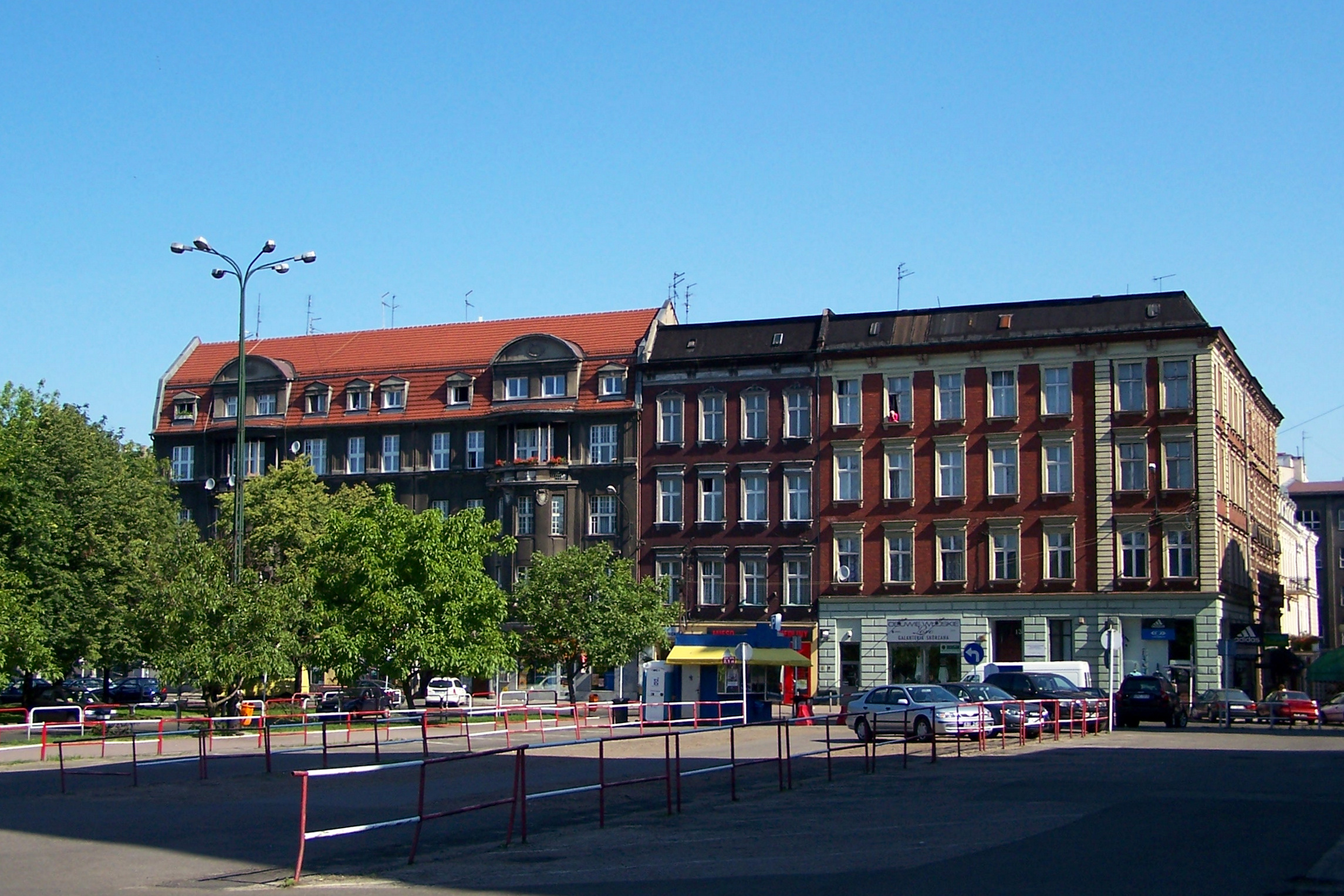
zabytkowe budynki przy ul. Młyńskiej

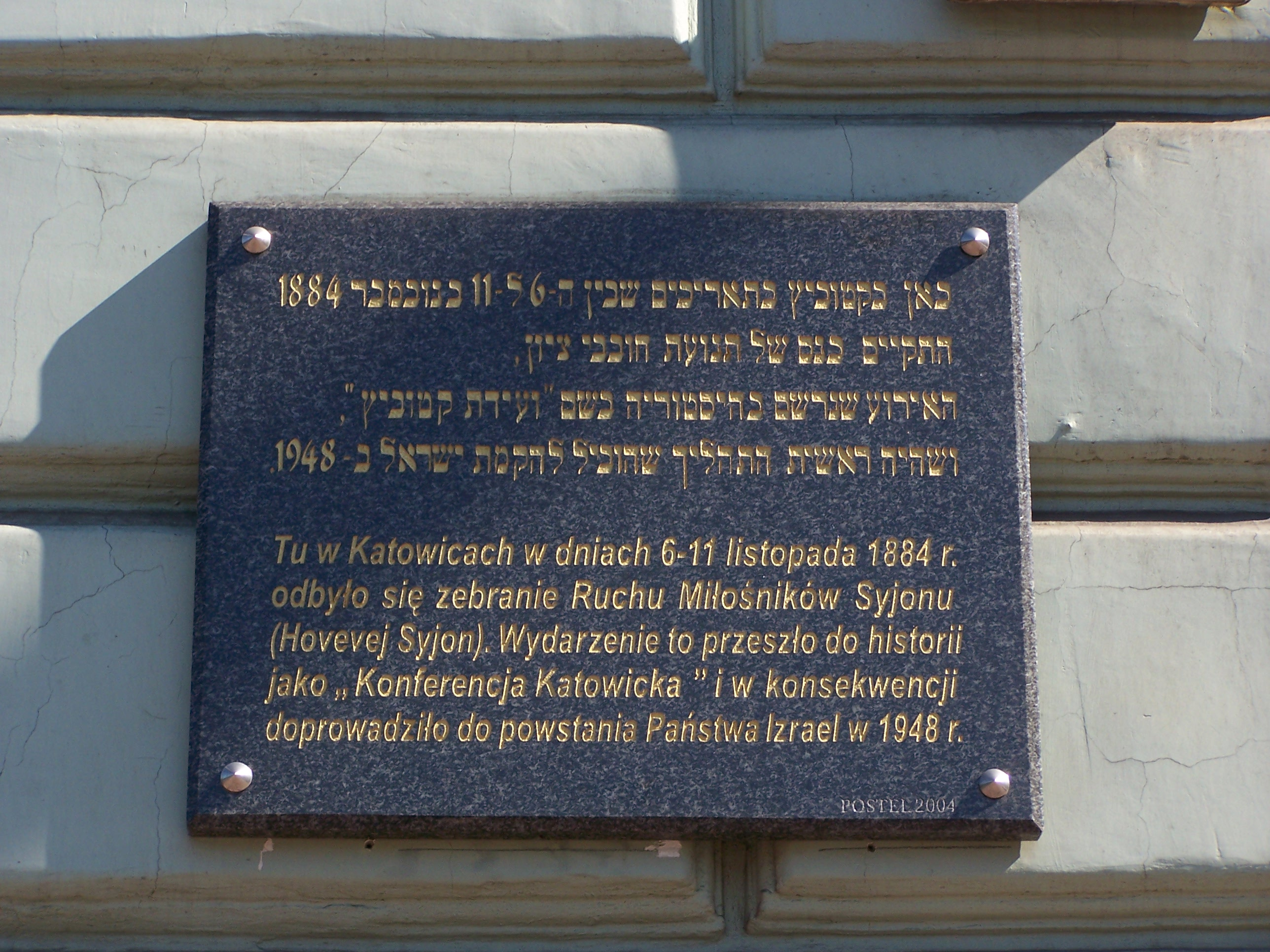
tablica na fasadzie budynku przy ul. Młyńskiej 13, upamiętniająca Konferencję Katowicką

Ulica Młyńska w Katowicach (do 1922 i w latach 1939–1945 Mühlstraße) – jedna z najstarszych ulic w katowickiej dzielnicy Śródmieście. Rozpoczyna swój bieg od Rynku. Następnie krzyżuje się z ulicą Wawelską. Obecnie kończy swój bieg przy skrzyżowaniu z ulicą Dworcową obok placu Wilhelma Szewczyka i dworca kolejowego.
Historia nazwy ulicy sięga roku 1860, kiedy to Louis Fiedler, Max Glaser i Julius Feige wybudowali tu, a następnie eksploatowali młyny parowe (niem. Dampfmühl). Wznoszono przy niej także magazyny zbożowe.

## Historia
W drugiej połowie wieku XVI w pobliżu dawnego stawu kuźniczego, na rogu dzisiejszego Rynku i ul. św. Jana, znajdował się lokalny węzeł komunikacyjny. W tym miejscu spotykały się szlaki w czterech kierunkach: na południowy zachód prowadziła droga do Mikołowa – obecnie ulica Młyńska i ulica Mikołowska, na południe droga do Brynowa – obecnie ul. św. Jana, ul. Jana Kochanowskiego i ul. Wita Stwosza, na wschód – droga do Szopienic i Mysłowic (ul. Warszawska), a na północ droga do północnej części centrum Bogucic (obok kościoła – ul. Katowicka) i dalej do Dąbrówki Małej. Pierwszymi budynkami wzniesionymi przy dzisiejszej ul. Młyńskiej było 5 domów robotniczych, powstałych tuż po 1825 r. (na odcinku między dzisiejszymi ulicami Stawową i Słowackiego, na terenie, zajmowanym obecnie przez galerię handlową). Od 1846 r., daty zbudowania linii kolejowej Wrocław - Mysłowice, biegnącej przez Katowice, ulicę tę kończyły tory kolejowe. Ostatni dom robotniczy zamieniono wówczas na budynek stacyjny z urzędem pocztowym. W 1859 r., kiedy powstał już "stary" dworzec kolejowy przy ul. Dworcowej, w budynku tym funkcjonowała przejściowo (do 1860 r.) szkoła ewangelicka.
Reprezentacyjny charakter nadano wzniesionej w latach osiemdziesiątych XIX wieku katolickiej szkole ludowej przy ul. Młyńskiej (obecnie w tym miejscu stoi gmach Urzędu Miasta). 9 października 1871 dokonano uroczystego otwarcia tego gimnazjum, liczącego cztery najniższe klasy, a od stycznia 1874 w nowo wybudowanym gmachu przy obecnej ul. 3 Maja. W 1856 w niewielkim domu przy Friedrichstraße (dziś ul. Warszawska) aptekarz Tripitz założył pierwszą katowicką aptekę (później przeniesiona na Mühlstraße – dziś ul. Młyńska). W dniach 6–11 listopada 1884 w domu na rogu ul. Młyńskiej i ul. Stawowej odbyła się Konferencja Katowicka żydowskiego ruchu Chowewej Syjon, mająca na celu utworzenie niepodległego państwa Izrael. Na początku lat dziewięćdziesiątych XIX wieku na tej parceli wybudowano Hotel Kaiserhof. Na obrzeżach ulicy istniało targowisko warzyw i owoców.
W 1930 wzniesiono budynek Urzędu Miejskiego z charakterystyczną krzywizną fasady. Projektantami byli L. Sikorski, T. Łobos i L. Dietz d’Arma (projekt z 1929). Sylwetkę budynku wpisano w łuk ulicy Młyńskiej. Posiada on osiem kondygnacji oraz horyzontalny układ okiennych pasów, czym nawiązuje do architektury Neues Bauen.
W dwudziestoleciu międzywojennym przy ulicy znajdowały się następujące urzędy: Biuro Obywatelstwa (pod numerem 2), Urząd Budowlany i Mierniczy (pod numerem 4), Urząd Podatkowy (pod numerem 4), Policja Miejska (pod numerem 4), Kasa Podatkowa i Główna Kasa Miejska (pod numerem 4), Urząd Opieki Społecznej (pod numerem 4).
Do 1939 przy ul. Młyńskiej swoją siedzibę miały: sklep chemiczny Wiktora Lachmana (ul. Młyńska 19), Śląska Centrala Owoców (ul. Młyńska 20), sklep z owocami firmy A. Kochbaum i Ska (ul. Młyńska 22), Księgarnia i skład nut J. Flejszer i E. Górski (działająca od 1933 pod numerem 4), redakcja gazety Der Aubruch (ul. Młyńska 22), Niemiecki Związek Gospodarczy (ul. Młyńska 23), restauracja Teofila Śmiei (ul. Młyńska 14), Związek Powstańców Śląskich (ul. Młyńska 47). Pod numerem 47 istniała także od 1932 redakcja czasopisma Młodzież Powstańcza oraz Zarząd Główny Oddziałów Młodzieży Powstańczej, a pod numerem 49 – Przedszkole Dyrekcji PKP.
W 1942 powstał w Katowicach Stadttisches Friedhofsamt – urząd administrujący cmentarzami wyznaniowymi, które przeszły w zarząd władz lokalnych. Jego siedziba mieściła się przy Mühlstraße 4.
W 1963 pod numerem 1 oddano do użytku Dom Prasy Śląskiej. Pod budowę nowego głównego gmachu dworca kolejowego w latach siedemdziesiątych XX wieku zburzony został kwartał budynków w rejonie ulicy 3 Maja, ulicy Młyńskiej i ulicy Stawowej, zabudowany eklektycznymi kamienicami. Ulica Młyńska została skrócona o odcinek, który dziś zalicza się do ul. Sądowej i ul. Juliusza Słowackiego. W konstrukcji hali dworca (projektu W. Zalewskiego) zastosowano formy betonowych „kielichów”, podtrzymujących strop. Dworzec oddano do użytku w 1972. Był on przykładem brutalizmu – formy późnego modernizmu.
W 120. rocznicę Konferencji Katowickiej w 2004 na fasadzie budynku przy ul. Młyńskiej odsłonięto tablicę, upamiętniającą to wydarzenie. W marcu 2010 przeniesiono siedzibę katowickiej synagogi ze starego budynku przy ul. Młyńskiej 13 do synagogi im. Chaskela Bessera przy ul. 3 Maja 16. Dnia 16 sierpnia 2010 wyjazd z ulicy Młyńskiej w kierunku placu Wilhelma Szewczyka został zamknięty z powodu rozpoczęcia prac przy przebudowie dworca kolejowego. Kolejny etap modernizacji ulicy rozpoczął się 24 stycznia 2011, kiedy to pl. Wilhelma Szewczyka został całkowicie zamknięty.

## Opis
Ulica Młyńska jest ulicą jednokierunkową. Występuje przy niej jeden z najwyższych udziałów powierzchni zabudowanej w powierzchni terenu – powyżej 75%.

### Obiekty zabytkowe
Przy ulicy Młyńskiej znajdują się następujące historyczne obiekty:

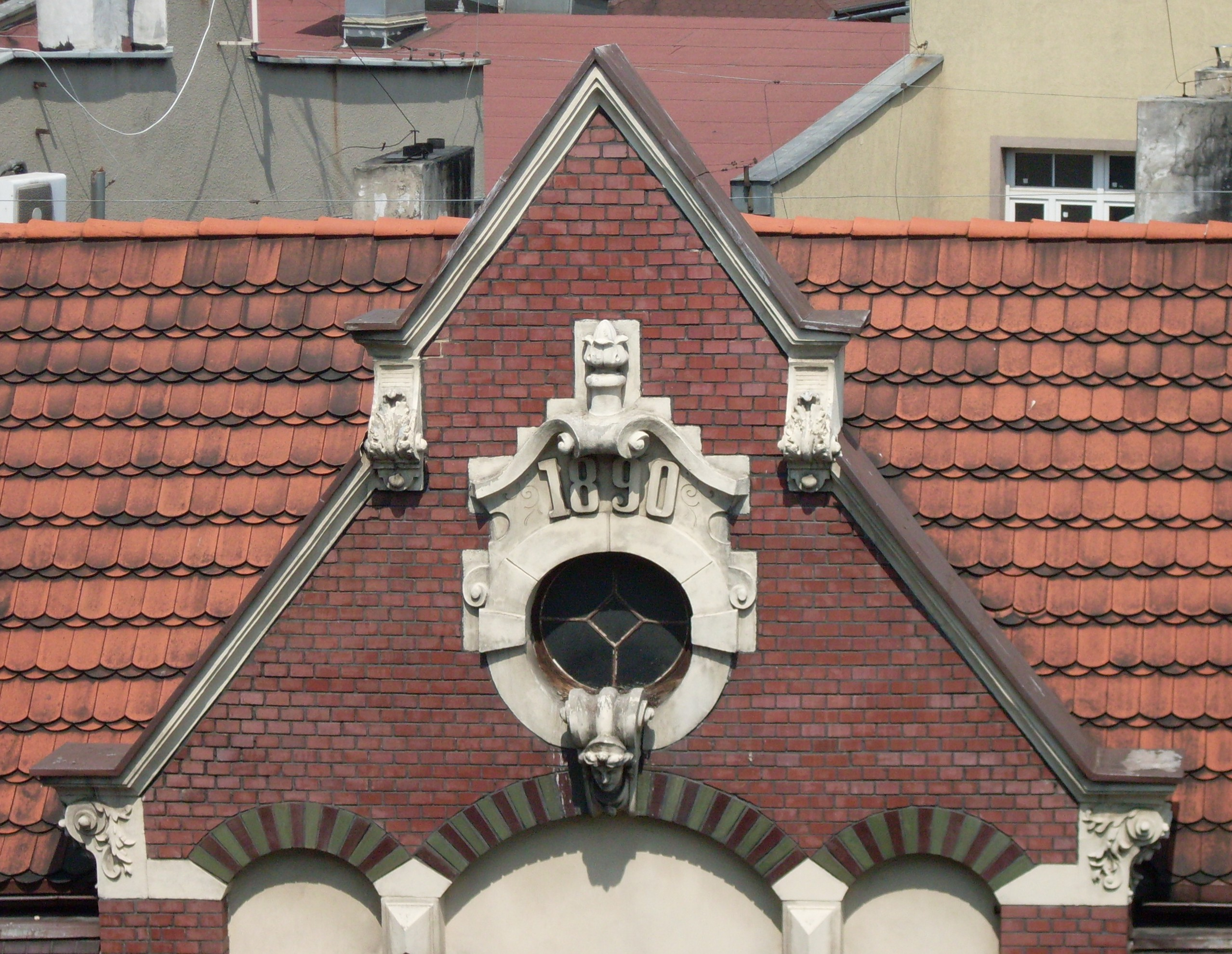
detal na fasadzie kamienicy pod numerem 7

- Kamienica mieszczańska (ul. Młyńska 2, ul. Pocztowa 5)[24]; wzniesiona w 1898 na planie trójkąta, prawdopodobnie według projektu L. Dame'a, w stylu neobarokowym (wcześniej istniała tu neorenesansowa kamienica i narożny hotel). Dawny adres budynku to Rynek 7. Budynek posiada trójskrzydłową bryłę ze zdobieniem ryzalitami (są nieznaczne). W ściętym narożniku znajduje się wejście do wewnętrznego dziedzińca. Na dwuspadowym dachu istnieją lukarny. Do licowania trzynastoosiowej, bardzo bogato zdobionej elewacji zastosowano cegłę czerwoną, detal architektoniczny i narożnik ozdobnie wytynkowano. Północna część elewacji uzyskała trzy pozorne ryzality, a wschodnia – dwa pozorne ryzality dwuosiowe (pierwsza i ostatnia oś). Balkony z kamiennymi balustradami tralkowymi umiejscowiono w środkowej osi budynku. Pomiędzy boniowanymi kolumnami toskańskimi znajduje się narożnik, z trapezowo wygiętym gzymsem, oraz półkolista nisza z balkonami (posiadają balustrady tralkowane). Na gzymsie umieszczono dwie rzeźbione kobiece postacie. Kartusze w obramieniach roślinnych i z rzeźbami głów kobiecych wieńczą okienne obramienia. W budynku zachowały się: oryginalna główna klatka schodowa (we wschodnim skrzydle), stalowe dwubiegowe schody (posiadają tralkową drewnianą balustradę), ceramiczne posadzki.

- Kamienica mieszczańska (ul. Młyńska 5)[24]; wzniesiona w drugiej połowie XIX wieku, tzw. „Dom pod lwami”[5]. Na elewacji budynku umieszczono lwie łby jako element dekoracji sztukatorskiej. Od 1894 obiekt należał do notariusza i adwokata Karla Sittka. W dwudziestoleciu międzywojennym mieszkało tu małżeństwo ginekologów – Kazimierz i Henryka Wędlikowscy (K. Wędlikowski miał wówczas swoją klinikę przy ul. Wita Stwosza 6), a inżynier Jerzy Pobóg-Krasnodębski prowadził Centralne Biuro Karbidowe[5]. W budynku tym dnia 28 czerwca 1906 urodziła się i mieszkała do 1909 r.[4] Maria Göppert-Mayer – późniejsza laureatka Nagrody Nobla z fizyki[25]. Na fasadzie budynku w latach 90. XX w. umieszczono tablicę jej poświęconą[26].
- Kamienica mieszczańska (ul. Młyńska 7)[24]; wzniesiona w 1890 według projektu Ludwiga Schneidera, w stylu eklektycznym (pierwotnie bogato zdobiona). Dla tynkowanej pasami i plakietami fasady budynku zastosowano licowanie cegłą (koloru brązowego i zielonego). Na szczycie umieszczono pseudoryzalit z trójarkadową wnęką (zachowały się: data oraz okienko z obramieniem kartuszowym). Istnieją także dekoracyjne wsporniki, imitujące kobiece głowy. Elewację wieńczy kostkowy gzyms. W kamienicy zachowały się dwubiegowe schody z balustradą drewnianą.

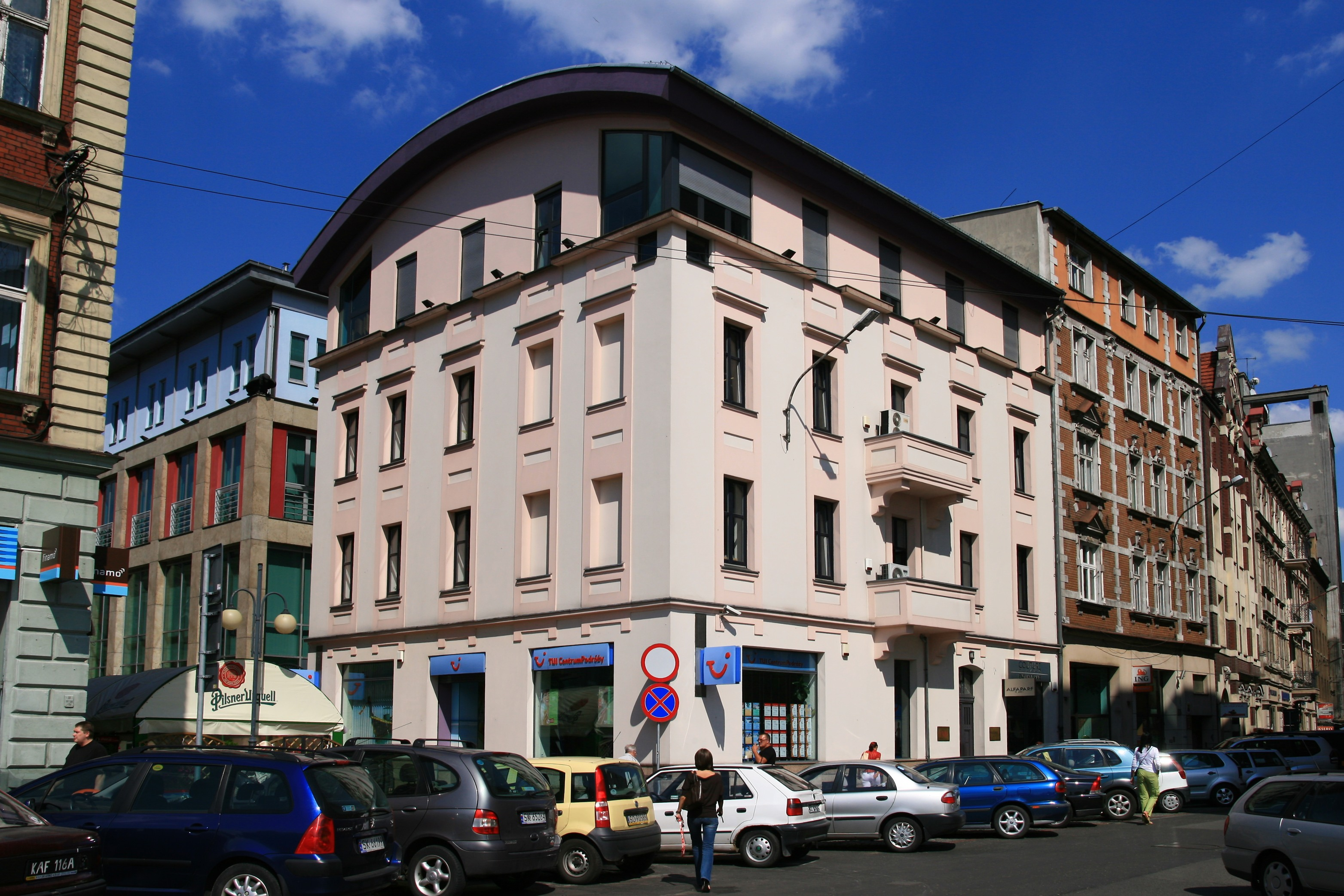
zabytkowa kamienica pod numerem 11 (róg z ul. Wawelską)

- Kamienica mieszkalno-handlowa (ul. Młyńska 9)[24]; wybudowana prawdopodobnie w latach 1895–1899 na planie kwadratu, nadbudowana w 1930; w stylu historyzmu. W latach międzywojennych w budynku istniała Katowicka Dostawa Szkolna Kadas, oferująca artykuły szkolne[15]. Budynek posiada czteroosiową elewację frontową, licowaną czerwoną cegłą, zwieńczoną koronującym gzymsem. Okna ujęto w tynkowane uszate opaski (na drugiej i trzeciej kondygnacji zastosowano okna łukowe, na czwartej – okna prostokątne). We wnętrzu kamienicy zachowały się dwubiegowe schody z wtórną metalową balustradą.

- Kamienica mieszkalno-handlowa (ul. Młyńska 11)[24]; wzniesiona w 1859 na rogu Mühlstraße i Rüppelstraße, na planie prostokąta, pierwotnie posiadająca trzy kondygnacje i lekko nachylony czterospadowy dach. Elewacja budynku została wytynkowana. Zwieńczeniem parteru jest ozdobny gzyms. Na osi umieszczono, wsparte na konsolach, balkony z pełną murowaną balustradą. Blendy w kształcie okien zastosowano w jednoosiowej elewacji bocznej. We wnętrzu zachowały się dwubiegowe schody. Współcześnie dobudowano czwartą kondygnację, którą nakryto kolebkowym dachem.
- Kamienica mieszczańska (ul. Młyńska 13, róg z ul. Wawelską)[24]; wzniesiona w 1890 według projektu Maxa Schalschy na planie prostokąta, w stylu eklektycznym z elementami neorenesansu. W latach międzywojennych w budynku swoją siedzibę miał Bank Ludowy[15]. W latach międzywojennych w budynku istniała drukarnia Urzędu Miasta[15]. Budynek posiada pozorne nieznaczne ryzality oraz boniowany parter. Na kondygnacjach wyższych zastosowano licowanie cegłą czerwoną, a detal architektoniczny wytynkowano. Południowa elewacja posiada siedem osi, a wschodnia – sześć. Narożnik kamienicy ujęto w opięty boniowanymi lizenami ryzalit. W budynku istnieją okna prostokątne (parapety okien na kondygnacji pierwszej oparto na lwich głowach, pozostałe – na konsolach). Bryłę obiektu zwieńczono koronującym gzymsem (oparto go na konsolkach). Zachowały się: ceramiczna posadzka, stalowe dwubiegowe schody (z drewnianą balustradą) i stiukowa dekoracja sufitu oraz rozety ze sztukatorską dekoracją i fasety (jedynie w części mieszkań).
- Kamienica mieszkalno-handlowa (ul. Młyńska 15)[24]; wzniesiona w latach dziewięćdziesiątych XIX wieku, na planie prostokąta z dwiema oficynami (boczna i tylna), w stylu eklektycznym z elementami neorenesansu. Budynek posiada zwartą bryłę i elewację, licowaną czerwoną cegłą na wyższych kondygnacjach. Czteroosiowa elewacja frontowa jest identyczna, jak elewacja kamienicy pod numerem 13. We wnętrzu zachowały się stalowe dwubiegowe schody z drewnianymi stopniami i tralkowaną drewnianą balustradą oraz posadzka z płytek ceramicznych, a w prywatnych mieszkaniach dekoracyjne fasety i rozety oraz stolarka okienna (w około trzydziestu procentach).
- Kamienica mieszkalno-handlowa (ul. Młyńska 17–19)[24]; wzniesiona w 1911 według projektu Hugo Weissenberga, w stylu modernizmu, z trzema oficynami (dwie boczne oraz jedna tylna). Wcześniej istniała tu kamienica dwukondygnacyjna. Na drugiej i przedostatniej osi tynkowanej dziewięcioosiowej elewacji frontowej umieszczono trójosiowe półokrągłe wykusze. Ozdobny portal zastosowano jako zwieńczenie drzwi wejściowych (znajdujących się na drugiej i siódmej osi). Dwa kolosalne pilastry, zdobione kartuszami, umieszczono na osiach wykuszy. Kolumnowe półokrągłe loggie balkonowe umiejscowiono na czwartej kondygnacji. Nad wykuszami znajdują się facjatki z naczółkiem, posiadającym owalny kartusz. We wnętrzu kamienicy zachowały się murowane schody z poręczami drewnianymi oraz fragmenty dawnych witraży, a na suficie i ścianach – sztukatorskie dekoracje.
- Kamienica mieszkalno-handlowa (ul. Młyńska 21, 23, pl. W. Szewczyka 7)[24]; wzniesiona w latach sześćdziesiątych XIX wieku; od 1912 istniała w niej restauracja Antona Klemensa; w 1913 obiekt przebudowano na potrzeby hotelu „Klemens”; w dwudziestoleciu międzywojennym swoją siedzibę miała tu organizacja nazistowska[27][28].

### Instytucje
Przy ulicy Młyńskiej swoją siedzibę mają: Straż Miejska (ul. Młyńska 9), firmy handlowo-usługowe, kawiarnie, kancelarie prawnicze, siedziby gazet: Dziennik Zachodni i Echo Miasta Katowice, Górnośląska Oficyna Wydawnicza S.A., oddział Komunalnego Zakładu Gospodarki Mieszkaniowej w Katowicach, czytelnia ogólna Miejskiej Biblioteki Publicznej w Katowicach, filia nr 35 Miejskiej Biblioteki Publicznej, Urząd Pocztowy Katowice 1 (filia), Polskapresse (oddział prasy śląskiej), Polski Związek Emerytów Rencistów i Inwalidów (Zarząd Okręgowy), Stowarzyszenie Dziennikarzy Rzeczypospolitej Polskiej (oddział), Urząd Miasta Katowice (ul. Młyńska 4), wspólnoty mieszkaniowe, Konfederacja Polski Niepodległej – Obóz Patriotyczny.